# Енцо Делль'Аква
Енцо Делль'Аква (італ. Enzo Dell'Acqua), справжнє ім'я Енцо Альдо Леопольдо Делль'Аква (21 травня 1966, Мілан, Італія) — італійський фотограф, музикант, громадський діяч.

## Життєпис
Народився 21 травня 1966 року в місті Мілан, Італія. Виріс у місті Галарате.
1984—1992 рр. — навчався в Політехнічному університеті Мілана (м. Мілан) за спеціальністю «архітектор».

## Творча і громадська діяльність

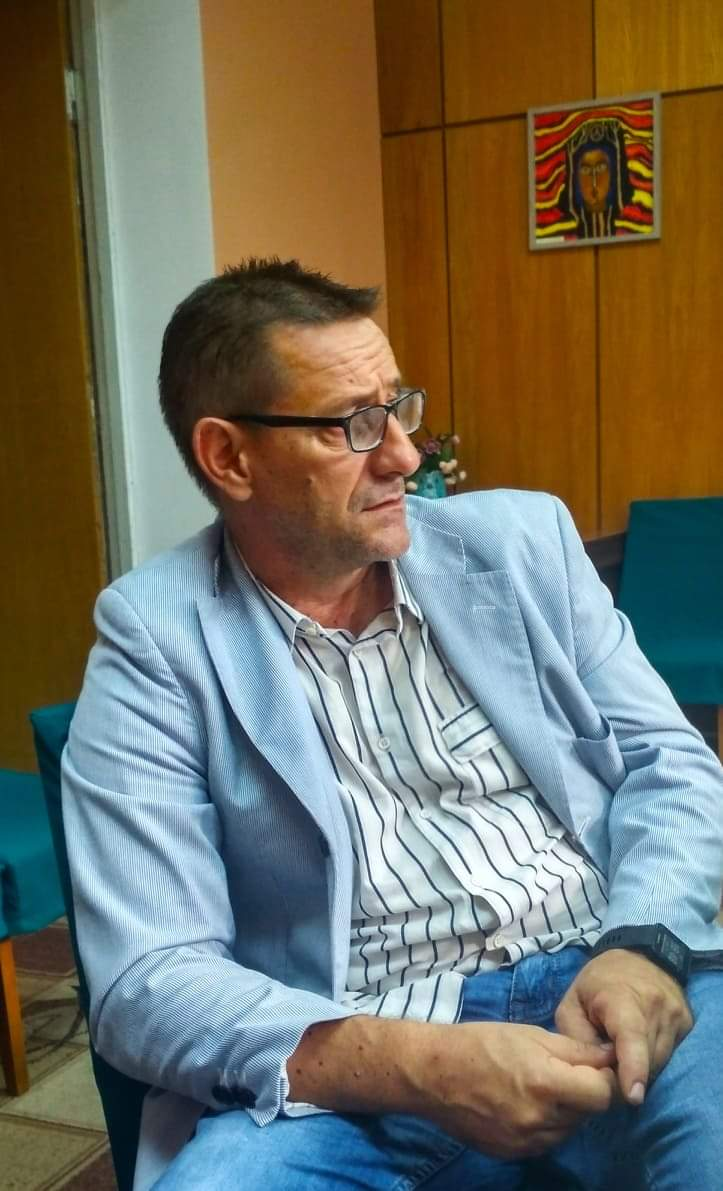
Енцо Делль'Аква в Бібліотеці ім. Лесі Українки, м. Київ. 3 вересня 2020

1998—1999 співпрацює з ефіром Rai «GreenLine (телевізійна програма)», проведеним Сандро Ваннуччі, отримуючи в той же час звання інструктора та гіда.
З 2000 по 2018 рік працював технічним та логістичним директором у будівельній компанії, розробляючи теорію та метод «NT» (Natural Terrain) для піщаної місцевості для верхової їзди.
У 2008 році він опублікував технічний посібник «Основи будівництва землі для верхової їзди». У цьому секторі він займається будівництвом спеціалізованих земель для Fieramilanocity, Веронського ярмарку, Римського ярмарку та важливих подій кінної сцени в Італії.
З самого раннього віку він захопився фотографією, розвинувши в університетський період подальшу схильність до відеосектору, разом із цифровим розвитком. Автор різних фотоматеріалів для вебсайтів, він вирішив продовжувати кар'єру фотографа паралельно з іншими видами діяльності з 2012 року.
2014 рік — він розробив теорію семантичної художньої фотографії, приписуючи здатність письма до фотографічного середовища. З цієї теорії походить фотовиробництво, яке в художній галузі призводить його до виставок в деяких найважливіших подіях, присвячених сучасному мистецтву як в Італії, так і за кордоном. Виставки в Нью-Йорку, Маямі, Базелі, Парижі, Лондоні-Лондоні, Барселоні, Брюгге, а також в Італії Мілані, Римі, Венеції, Палермо, Болоньї, Монреалі, Гроссето. Фотографічні роботи згадувались у кількох виданнях, що зазнавали критики та засвідчували деякі найбільш високо оцінені італійські критики, серед них Вітторіо Сгарбі та Паоло Леві. У 2017 році опублікував есе «Imago, writing art with photography».
2019 по 2020 рік Енцо Делль'Аква співпрацював у мультимедійному виставковому проєкті «Kiyv review», який висвітлює соціально-політичну ситуацію в Україні.
2019 співпрацюючи з видавництвом «Час Змін Інформ» в м. Біла Церква створює фотографічний том про доконструктивну соціальну архітектуру в Білій Церкві.
Фотограф співпрацює з режисером і письменником Альдо Ладо то ж в Парижі у вересні 2020 року виходить з друку біографія Альдо Ладо з фотороботою Енцо Делль'Аква на обкладинці.
З 2019 року Енцо Делль' Аква активно бере участь в роботі української Культурної Асоціації «Україна Плюс», а саме: організовує фотозйомки культурних заходів громади, сприяє поширенню інформації про роботу громади в Мілані. Допомагає зі створенням української бібліотеки в Мілані.

### Виставки
- 2016 р. Basilea Art exibit
- 2017 р. New York Armoury Art
- 2018 р. Venezia bienale art exibit
- 2019 р. Basel Art Miami

### Книги
- Енцо Делль'Аква. Fondamenti per la costruzione dei terreni per equitazione. — Рим : «Ilmiolibro», 2011. — 136 с. — ISBN 9788891011930.
- Енцо Делль'Аква. Imago. — Рим : «Ilmiolibro», 2018. — 148 с. — ISBN 9788892346727.